# 凱皇仁
凱皇 仁（かいおう ひとし、1957年4月14日- ）は、新潟県十日町市出身で時津風部屋に所属した元大相撲力士。本名は上村 仁（かみむら ひとし）。身長186cm、体重156kg。最高位は東十両7枚目。得意手は右四つ、寄り、突き。

## 来歴
1973年3月場所初土俵、順調に出世して20歳で幕下中堅まで番付を上げた1977年7月場所中に風呂場で倒れ、はずみでガラス戸を突き破った左腕に大怪我を負い、半年近いブランクを強いられた。復帰後は右腕一本で相撲を取るような形になりながら、約4年後の1982年3月場所に十両昇進。当時の十日町市の広報紙によると十両昇進を祝う激励会には500人が集まるなどかなりの期待があった様子であり、後援会長が紙上で「もし52年(1977年)7月の、左腕動脈切断という大怪我がなかったなら、この激励会は大関昇進祝いであったかも知れない」と語っていた。その後も左腕の致命傷を克服できず、以後十両と幕下を往復する。1985年7月場所に自己最高位の東十両7枚目の地位に躍進するも4勝11敗と大敗し、翌場所から幕下に陥落。その後十両復帰は叶わず、1986年7月場所限りで廃業。その後の様子が2009年にテレビ番組で紹介され、相撲をやめた直後の1986年9月から郷里の新潟県が生んだ英雄・田中角栄元首相の介護をしていたという。その後は実家の旅館の支配人を経て札幌市の福祉施設に勤務した。
同じ読みの魁皇は師匠である10代友綱の四股名(魁輝)から一字を取っており、出身地も一門も異なり直接の関係はない。 また魁皇が相撲界に入ったのも、凱皇が廃業した後である(1988年3月場所)。

## 主な成績
- 通算成績：306勝285敗25休 勝率.518
- 十両成績：46勝59敗 勝率.438
- 現役在位：81場所
- 十両在位：7場所
- 各段優勝
  - 三段目優勝：1回（1978年3月場所）
  - 序二段優勝：1回（1975年9月場所）

## 場所別成績
| | 一月場所 初場所（東京） | 三月場所 春場所（大阪） | 五月場所 夏場所（東京） | 七月場所 名古屋場所（愛知） | 九月場所 秋場所（東京）   | 十一月場所 九州場所（福岡） |
| --- | ----------------------- | ----------------------- | ----------------------- | --------------------------- | ------------------------- | --------------------------- |
| 1973年 （昭和48年） | x                       | （前相撲）              | 東序ノ口12枚目 2–5      | 西序ノ口2枚目 6–1           | 東序二段50枚目 1–6        | 西序二段82枚目 5–2          |
| 1974年 （昭和49年） | 東序二段56枚目 5–2      | 東序二段27枚目 2–5      | 西序二段53枚目 3–4      | 西序二段62枚目 5–2          | 東序二段24枚目 3–4        | 東序二段37枚目 5–2          |
| 1975年 （昭和50年） | 西序二段5枚目 3–4       | 西序二段17枚目 4–3      | 東三段目77枚目 4–3      | 東三段目61枚目 1–6          | 東序二段15枚目 優勝 7–0   | 西三段目21枚目 3–4          |
| 1976年 （昭和51年） | 東三段目31枚目 2–5      | 東三段目52枚目 5–2      | 西三段目27枚目 5–2      | 西三段目5枚目 3–4           | 東三段目16枚目 4–3        | 東三段目3枚目 6–1           |
| 1977年 （昭和52年） | 東幕下32枚目 4–3        | 西幕下23枚目 4–3        | 西幕下17枚目 2–5        | 東幕下38枚目 0–3–4          | 東三段目11枚目 休場 0–0–7 | 西三段目54枚目 休場 0–0–7   |
| 1978年 （昭和53年） | 西序二段9枚目 6–1       | 東三段目45枚目 優勝 7–0 | 西幕下32枚目 3–4        | 東幕下40枚目 3–4            | 西幕下52枚目 4–3          | 西幕下45枚目 4–3            |
| 1979年 （昭和54年） | 西幕下37枚目 3–4        | 西幕下46枚目 4–3        | 西幕下38枚目 4–3        | 西幕下28枚目 5–2            | 西幕下14枚目 2–5          | 西幕下28枚目 4–3            |
| 1980年 （昭和55年） | 西幕下20枚目 3–4        | 東幕下29枚目 6–1        | 東幕下7枚目 4–3         | 東幕下5枚目 4–3             | 西幕下2枚目 2–5           | 東幕下13枚目 4–3            |
| 1981年 （昭和56年） | 東幕下9枚目 3–4         | 西幕下13枚目 5–2        | 西幕下3枚目 2–5         | 西幕下13枚目 2–5            | 西幕下29枚目 5–2          | 西幕下16枚目 6–1            |
| 1982年 （昭和57年） | 西幕下筆頭 4–3          | 東十両12枚目 8–7        | 東十両10枚目 7–8        | 西十両12枚目 5–10           | 西幕下6枚目 3–4           | 東幕下13枚目 2–5            |
| 1983年 （昭和58年） | 東幕下28枚目 4–3        | 東幕下25枚目 3–4        | 東幕下39枚目 4–3        | 西幕下30枚目 4–3            | 東幕下25枚目 3–4          | 東幕下36枚目 6–1            |
| 1984年 （昭和59年） | 西幕下11枚目 3–4        | 東幕下17枚目 5–2        | 西幕下7枚目 4–3         | 東幕下4枚目 5–2             | 西幕下筆頭 5–2            | 西十両11枚目 6–9            |
| 1985年 （昭和60年） | 東幕下2枚目 4–3         | 東十両12枚目 8–7        | 東十両10枚目 8–7        | 東十両7枚目 4–11            | 西幕下2枚目 2–5           | 東幕下19枚目 3–4            |
| 1986年 （昭和61年） | 東幕下29枚目 4–3        | 西幕下19枚目 1–6        | 西幕下50枚目 2–5        | 東三段目29枚目 引退 0–0–7   | x                         | x                           |
| 各欄の数字は、「勝ち-負け-休場」を示す。 優勝 引退 休場 十両 幕下 三賞：敢=敢闘賞、殊=殊勲賞、技=技能賞 その他：★=金星 番付階級：幕内 - 十両 - 幕下 - 三段目 - 序二段 - 序ノ口 幕内序列：横綱 - 大関 - 関脇 - 小結 - 前頭（「#数字」は各位内の序列） |                         |                         |                         |                             |                           |                             |

## 改名歴
- 上村 仁（かみむら ひとし）1973年3月場所 - 1976年7月場所
- 凱皇 仁（かいおう ひとし）1976年9月場所 - 1986年7月場所